# Вајколоа Вилиџ (Хаваји)
Вајколоа Вилиџ (енгл. Waikoloa Village) насељено је место за статистичке потребе у америчкој савезној држави Хаваји. По попису становништва из 2010. у њему је живело 6.362 становника.

## Демографија
Према попису становништва из 2010. у граду је живело 6.362 становника, што је 1.556 (32,4%) становника више него 2000. године.
| Група             | 2000.         | 2010.         |
| Белци             | 2.117 (44,0%) | 2.794 (43,9%) |
| Афроамериканци    | 23 (0,5%)     | 46 (0,7%)     |
| Азијати           | 800 (16,6%)   | 1.026 (16,1%) |
| Хиспаноамериканци | 432 (9,0%)    | 649 (10,2%)   |
| Укупно            | 4.806         | 6.362         |